# Stockholm (film, 2013)
Pour les articles homonymes, voir Stockholm (homonymie).
Pour plus de détails, voir Fiche technique et Distribution.
Stockholm est un film espagnol réalisé par Rodrigo Sorogoyen et sorti en 2013.

## Synopsis
Un garçon drague une fille dans une boîte. Alors qu'elle se refuse dans un premier temps, il ne renonce pas et parvient à lui faire changer d'avis. Après avoir couché ensemble, elle se rend compte qu'il est bien différent de ce qu'elle se figurait.

## Fiche technique
Sauf indication contraire, les informations mentionnées dans cette section peuvent être confirmées par la base de données cinématographiques IMDb,  présente dans la section « Liens externes ».
- Titre original : Stockholm[1]
- Réalisateur : Rodrigo Sorogoyen
- Scénario : Rodrigo Sorogoyen, Isabel Peña (es)
- Photographie : Alejandro de Pablo Pérez (ca)
- Montage : Alberto del Campo
- Décors : Juan Divassón
- Société de production : Caballo Films / Tourmalet Films / Morituri
- Pays de production :  Espagne
- Langue originale : espagnol
- Format : Couleur - 1,85:1
- Durée : 92 minutes (1 h 32)
- Genre : Drame sentimental
- Dates de sortie :
  - Espagne : 25 avril 2013 (Festival du cinéma espagnol de Malaga) ; 8 novembre 2013
  - France : 28 septembre 2013 (Festival Cinespaña)

## Distribution
- Javier Pereira : Lui
- Aura Garrido : Elle
- Jess Caba : Un ami
- Susana Abaitua : La première amie
- Lorena Mateo : La deuxième amie
- Miriam Marco : La troisième amie
- Helena Sanchis-Guarner : Une fille
- Javier Santiago : Un garçon

## Production
Les intérieurs du film ont été tournés dans un appartement de la Calle Montera à Madrid et les extérieurs à divers endroits de cette ville.

## Distinctions

### Récompenses
- Prix Feroz 2014 : meilleur film dramatique
- Goyas 2014 : meilleur espoir masculin pour Javier Pereira